# Maglemosecultuur
Maglemosecultuur (ca. 7500 v.Chr. - ca. 6000 v.Chr.) is de aanduiding voor de eerste Mesolithische cultuur in de noordelijke helft van Europa. Ze is voortgekomen uit het Sauveterrien. In Scandinavië werd de Maglemosecultuur opgevolgd door de Kongemosecultuur.
De naam is afkomstig van een archeologische vindplaats in Denemarken, Maglemose bij Mullerup in Seeland, waar in 1900 de eerste nederzetting werd gevonden. In de eeuw daarna is een groot aantal sterk gelijkende nederzettingen opgegraven van Engeland (Star Carr) tot in Polen en van Skåne in Zweden tot in Noord-Frankrijk.
Men leefde in het bos of in drasland en gebruikte van hout, bot en vuursteenschilfers gemaakte gereedschappen voor jacht en visserij. Het lijkt erop dat ze de hond gedomesticeerd hadden. De meeste mensen waren nomaden, maar er kunnen er een paar zich ergens duurzaam gevestigd hebben.
Er zijn van boombast gemaakte hutten bewaard gebleven en het gereedschap was gemaakt van vuursteen, been en hoorn. Een kenmerk van de cultuur zijn de scherpgerande vuurstenen microlieten die dienden als speer- en pijlpunten. Opmerkelijk is dat met speren gevist werd. Verder werden het vishaakje en de boor uitgevonden. Barnsteen werd verwerkt tot sieraden, dierentanden werden als versiering gedragen.
De zeespiegel bereikte het huidige niveau in het noorden van Europa pas in ongeveer 6000 v.Chr. en tegen die tijd waren verschillende gebieden die door de Maglemosemensen bewoond werden, overstroomd.
De doden werden individueel of collectief in hurkgraven bijgezet, bestrooid met hematiet.